# Hartwig Heyne Töpferei

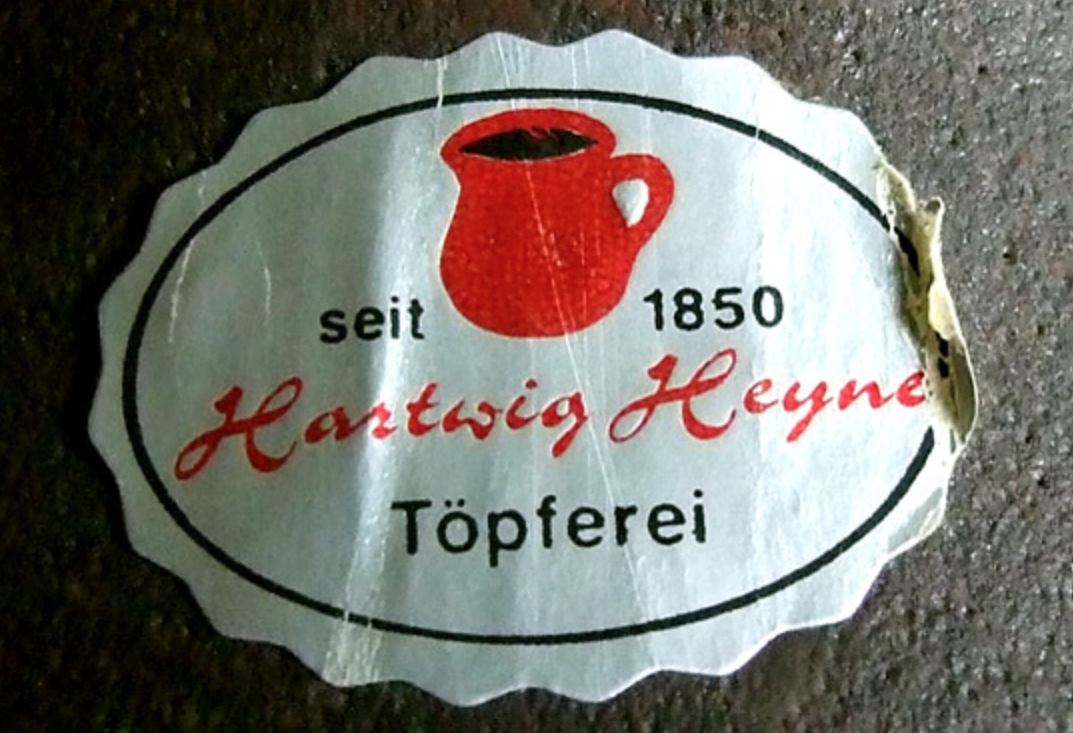
Aufkleber der Hartwig Heyne Töpferei

Die Hartwig Heyne Töpferei war eine Manufaktur für Tonwaren, die von 1850 bis zum Ende des Zweiten Weltkriegs im schlesischen Tschöpeln (heute Czaple) und danach bis 2005 in Oer-Erkenschwick bestand.

## Geschichte
Die Töpferei wurde 1850 in Tschöpeln in Schlesien an der Grenze zur Lausitz gegründet, hier gab es Vorkommen von weißem und hellgrauem Ton. Das Töpfereihandwerk war der Haupterwerbszweig des kleinen Ortes mit etwa 330 Einwohnern, der im Jahr 1936 den germanisierten Namen Töpferstedt erhielt. Heyne, eine von neun Töpfereien im Ort, beschäftigte hier bis zu 50 Personen.
Nach dem Ende des Zweiten Weltkrieges siedelte die Familie Heyne aus dem nun polnischen Czaple nach Oer-Erkenschwick um. Christine Heyne, die Tochter der Familie, gründete dort zusammen mit ihrer Tante Meta in der Esseler Str. 2 einen neuen, kleineren Töpfereibetrieb, der als Hartwig Heyne GmbH firmierte. Christine Heynes Sohn Hans Bellers war der letzte Töpfermeister der Familie, als die Firma 2005 geschlossen wurde.
Alle Artikel der Töpferei waren handgefertigt. Für die westdeutsche Produktion, die meist aus Vasen oder Krugvasen bestand, wurde vorwiegend eine ultramarin-farbene, matte Glasur verwendet, aber auch leuchtend rote, orange und gelbe Glasuren.
Die Töpferei war bei Sammlern viele Jahre als Hoy Töpferei bekannt, wobei die Ritzmarke der Bodensignatur Hey fälschlicherweise als Hoy interpretiert wurde. Andere Arbeiten wurden mit Heyne oder einzelnen Buchstaben signiert.